# عدنان العرعور
عدنان بن محمد العرعور (ولد 1948 م) داعية مسلم سني سوري، ولد في محافظة حماة 1948. اشتَهَر بمناظراته وأبحاثه التي تنتقد بعض المذاهب كالشيعة والصوفية والنصيرية استنادًا للمنهج السلفي الذي يتبناه، يقيم في العاصمة السعودية الرياض حيث يعمل مديرًا علميًّا للبحوث والنشر. وعُرف أيضًا بدوره الإعلامي في أحداث الثورة ضد نظام الأسد في سوريا، كونه من أشدِّ المعارضين لنظام البعث السوري.

## شيوخه ومنهجه
درس عدنان العرعور على يد رجال دين من أهل السنة والجماعة كثيرين من أهمهم:
الشيخ محمد الحامد وهو من كبار مشايخ السنة في الشام، ثم الشيخ الألباني والشيخ محمد نسيب الرفاعي، والشيخ عبد الرحمن عبد الصمد، والشيخ محمد عيد العباسي، والشيخ عبد العزيز بن باز مفتي السعودية سابقا وغيرهم. وقد شارك الشيخ في مؤتمرات دولية كبيرة، وندوات عالمية كثيرة. ، اما منهجه بالفتاوي فهو ما يترجح من أقوال العلماء بالدليل، ولا يلتزم مذهباً معيناً.

## مؤلفاته وكتبه
- كتاب ثلاث صلوات مهجورة.
- كتاب أحكام القنوت.
- كتاب الوصية الشرعية.
- كتاب أدلة الإثبات بأن جدة ميقات.
- كتاب التشاؤم أنواعه وأحكامه.
- كتاب أحكام التأمين وأنواعه وأحكامه بعنوان (التأمين بين التشدد والتساهل).
- فهرس كتاب الترغيب والترهيب للمنذري.
- فهرس معجم الطبراني.
- كتيب السبيل إلى منهج أهل السنة والجماعة.
- الواقع المؤلم بين المعالجة المرتجلة والتأصيل الصحيح.
- التيه والمخرج.
- صراع الفكر والاتباع.
- صفات الطائفة المنصورة.
- منهج الاعتدال: وهو وقفات في الإيمان والتكفير والسياسة والحكام ونقد الجماعات والرجال.

### كتب تحت التأليف
- جامع السنة: هو كتاب يجمع السنة النبوية كلها، وقد بلغ حتى الآن أكثر من أربعين مجلداً.
- قواعد معرفة الحق.
- الإنصاف: معناه، قواعده، وصوره.
- الاختلاف: أنواعه، أحكامه، مواقفه.
- التصوير: أنواعه وأحكامه.
- الطريقة النبوية لإقامة الدولة الإسلامية.
- المجتمعات: أنواعها وأحكامها.

## جوائزه
جائزة الأمير نايف بن عبد العزيز آل سعود العالمية للسنة النبوية الشريفة والدراسات العلمية المعاصرة في دورتها الأولى في بحث قدم بعنوان «منهج الدعوة في ضوء الواقع المعاصر».

## ظهوره الإعلامي

### برامج تلفازية سابقة شارك بها
- ظهر على برنامج «كلمة سواء» على قناة صفا الفضائية منذ 2009 وحتى 2010 و كان مقدم البرامج المذيع محمد صابر .
- جلسة صفا على قناة قناة صفا الفضائية.
- برنامج وحدة الأمة على قناة صفا الفضائية.
- من القلب إلى القلب على قناة صفا البرنامج من تقديم أسامة خضر.
- برنامج «الحوار الصريح بعد التراويح» وهو عبارة عن مناظرة بين السنة والشيعة عرض على قناة المستقلة عدة سنين.
- برنامج «حتى لا تكون فتنة» على قناة الخليجية وهو برنامج تلفازي يتناول قضية التكفير، قدمه د. عثمان بن عقالا.

### برامج حالية يشارك بها
- من برامجه التي دعم من خلالها الثورة ضد نظام الأسد «الشعب السوري...ماذا يريد» على قناة وصال الذي يقدمه ابنه حازم العرعور، و «مع سوريا حتى النصر» وهو برنامج تشترك في بثه عدة قنوات ك قناة صفا، و قناة وصال، و قناة بيان وفضائية سوريا الشعب، وقناة شدا ويبث من الرياض، وبرنامج «لعلهم يهتدون» وهو برنامج تشترك في بثه عدة قنوات كقناة وصال، و قناة شدا الحرية ويقدمه الإعلامي عبدالإله الدوسري .

## موقفه من الثورة السورية
قبل انطلاق الثورة ضد نظام الأسد كان يرى الشيخ عدم الخروج نظرا لحرمة ذلك إسلامياً وعدم استعداد الشعب للأمر، ولكن حينما خرجت مظاهرات ضد النظام السوري في درعا وسفكت أول نقطة دم، دعم العرعور الاحتجاجات السورية 2011 منذ انطلاقتها وخصص برنامجاً تلفزيونياً لمتابعة تطوراتها ولتشجيع الناس على التظاهر كما أنه دعا المتظاهرين إلى إطلاق التكبيرات من أسطح المنازل في الليل، الأمر الذي لقي تجاوبا كبيرا في عدد من المدن السورية. كما حمل بعض المتظاهرين وخصوصاً في محافظة حمص صور العرعور ورفعوها في مسيراتهم الاحتجاجية تقديرا لدعمه لمطالبهم.

## وصلات خارجية
- موقع الشيخ عدنان العرعور الرسمي